# Trolejbusová doprava v Tychách

Schéma linkového vedení tyšských trolejbusů

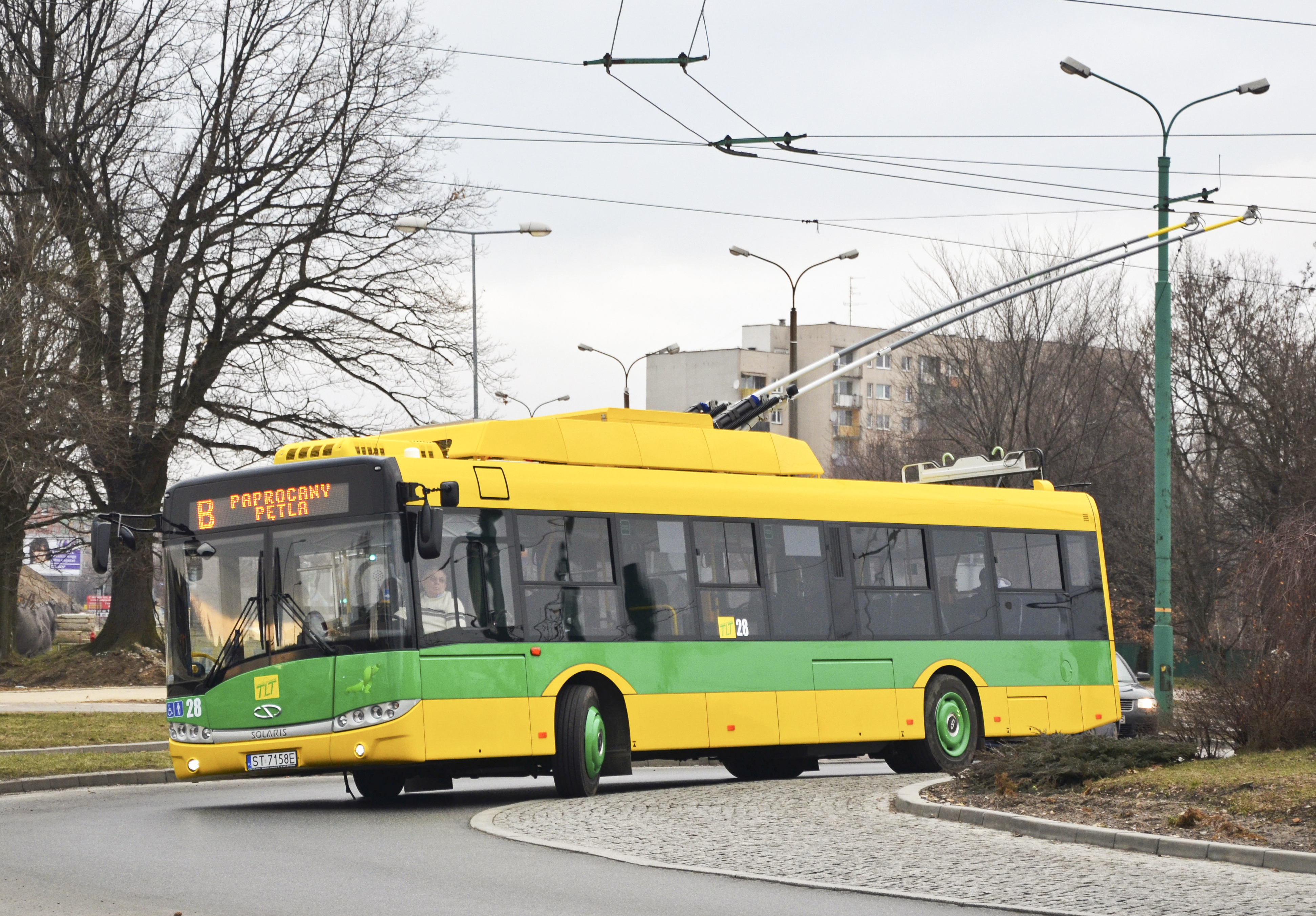
Nízkopodlažní trolejbus Solaris Trollino 12 v Tychách

Tychy jsou jedním ze tří polských měst, kde je v provozu síť trolejbusové dopravy.

## Historie
První trolejbusová trať v Tychách byla zprovozněna 1. října 1982. Měřila čtyři kilometry a vedla od autobusové (a od té doby už i trolejbusové) vozovny ulicemi Piłsudského a Dmowského do ulice Jana Pavla II.. V létě roku 1983 byla otevřena další trať. Tentokrát byla dlouhá 3 km a vedla od vozovny na opačnou stranu do průmyslové oblasti, kde vytvořila velkou blokovou smyčku. Na konci téhož roku již trolejbusy mohly jezdit po další trase. Nová trať, která byla vedena ulicemi Piłsudského, Jaśkowickou a Harcerskou, byla opět zakončena blokovou smyčkou. Roku 1984 byla otevřena trať kolem nemocnice, v roce 1985 byla zprovozněna trať z Paprocan přes střed města do ulice Edukacji, kde končila napojením na trať postavenou předchozí rok. Tím byla výstavba tratí v Tychách ukončena, i když na rok 1986 se plánovala stavba dalšího úseku.
Trolejbusové linky byly zpočátku označeny číselně, později bylo přistoupeno k označení písmeny. V lednu 2008 bylo v provozu 5 linek.

## Vozový park
Vozový park v roce 2008 tvořily dva středněpodlažní trolejbusy 120MT. V 21. století zakoupil podnik Tyskie Linie Trolejbusowe, provozovatel místní trolejbusové dopravy, nízkopodlažní vozy Solaris Trollino 12, kterých jezdí po Tychách již dvacet jedna kusů. Celkový počet trolejbusů dosahuje nyní 24 kusů, které jsou umístěny v jediné vozovně.
| Typ                 | Modifikace a podtypy | Dodávky v letech | Počet (k roku 2021) |
| ------------------- | --- | ---------------- | ------------------- |
| Solaris Trollino 12 | Solaris Trollino 12DC R, Solaris Trollino 12AC, Solaris Trollino 12MB, Solaris Trollino 12M, Solaris Trollino 12 IV Medcom | 2002–2021        | 25                  |